# Pere Gimferrer
Pere Gimferrer Torrens (Barcellona, 22 giugno 1945) è un poeta, scrittore, critico letterario e traduttore spagnolo.
Le sue opere letterarie sono sia in castigliano che in catalano. È stato nominato membro della Reale Accademia Spagnola nel 1985. Gli è stato conferito il Premio Nazionale delle Lettere Spagnole nel 1998.

## Biografia
Avvia la sua attività poetica con Mensaje del Tetrarca (1963) e successivamente Arde el mar (Premio Nazionale della Poesia, 1966), La muerte en Beverly Hills (1968) e Extraña fruta y otros poemas (1969). Nel 1968 è stato inserito nell'Antologia della nuova poesia spagnola. Il poeta rivendicava l'influenza da autori a lui contemporanei che conosceva personalmente, come Vicente Aleixandre e Octavio Pace, nonché le opere di Lautréamont, Federico García Lorca e Wallace Stevens.
Nel 1970 ha scritto ed ha pubblicato ''Els miralls'', il suo primo libro di poesia in catalano, presto seguito da ''Hora foscant'' (1972) e ''Foc cec'' (1973). Questa è una poesia discorsiva, metaletteraria, che tenta di collegare il Barocco e le avanguardie. Esplora i tenui confini tra realtà e realtà artistica. Nel 1981 ha raccolto tutte le sue opere anteriori in ''Mirall, espai, aparicions'' che includeva un nuovo libro, ''Aparicions''. Successivamente ha pubblicato ''El vendaval'' (1989) e ''La llum'' (1991), in cui domina la nota visuale, l'epigramma. ''Mascarada'' (1996) è un lungo poema in cui, con uno sfondo parigino, insiste su soggetti con esperienze amorose, arrivando ad estremi di crudezza e provocazione. In ''L'agent provocador'' (1998), le prose poetiche sono una riflessione su come l'io diventa autocosciente nella scrittura, il passaggio dall'io attivo all'io riflessivo, associando dettagli autobiografici. Nel 2000 Visor ha realizzato ''Poemas'' (1962-1969), raccolta di tutta la poesia originariamente scritta in castigliano.
È stato anche autore di prosa, come in ''Dietari'' (1979-1980) e ''Segon dietari'' (1980-1982), raccolta degli articoli pubblicati nel giornale ''El Correo Catalán''. Vi è una serie di temi ricorrenti: l'atteggiamento di rifiuto e di silenzio che caratterizza gli intellettuali in determinati momenti della storia; la critica al potere ed alla politica; il poeta e l'artista in costante apprendimento; la volontà di definire il periodo culturale catalano; le evocazioni personali letterarie, artistiche, cinematografiche.
Si è dedicato anche alla stesura di un romanzo, Fortuny (1983), per cui ha ricevuto il premio Ramón Llull ed il premio Joan Crexells.
Il 15 ottobre del 2009, durante la consegna del Premio Pianeta, in cui faceva parte della giuria, ha avuto un malore repentino per cui è stato trasportato in ospedale.

## Opere

### Poesia
- 1963: Mensaje del Tetrarca
- 1966: Arde el mar
- 1968: La muerte en Beverly Hills
- 1969: Extraña fruta y otros poemas
- 1970: Els miralls
- 1972: Hora foscant
- 1973: Foc cec
- 1977: L'espai desert
- 1981: Mirall, espai, aparicions : poesia (1970-1980)
- 1988: El vendaval
- 1991: La llum
- 1996: Mascarada
- 1997: Obra catalana completa, 1: poesia
- 1999: Antologia poètica
- 2000: Poemas (1962-1969)
- 2001: El diamant dins l'aigua
- 2006: Amor en vilo
- 2008: Tornado
- 2011: Rapsodia
- 2012: Alma Venus
- 2014: El castell de la puresa
- 2014: Per riguardo
- 2016: Marinejant
- 2016: No en mis días
- 2018: Las llamas
- 2022: Tristissima noctis imago

### Narrativa
- 1983: Fortuny
- 1996: Obra catalana completa, 4: figures d'art
- 2001: La calle de la guardia prusiana

### Assaig
- 1974: La poesia de J.V. Foix
- 1974: Antoni Tàpies i l'esperit català
- 1977: Max Ernst o la dissolució de la identitat
- 1978: Miró: colpir sense nafrar
- 1978: Radicalidades
- 1981: Dietari (1979-1980)
- 1982: Segon dietari (1980-1982)
- 1983: Lecturas de Octavio Paz
- 1985: Los raros
- 1985: Cine y literatura
- 1986: Perfil de Vicente Aleixandre
- 1986: Magritte
- 1988: Giorgio De Chirico
- 1990: Toulouse-Lautrec
- 1993: Valències
- 1993: Les arrels de Miró
- 1996: L'obrador del poema
- 1996: Obra catalana completa, 3: dietari complet, 2
- 1997: Obra catalana completa, 2: dietari complet, 1
- 1997: Obra catalana completa, 5: assaigs crítics
- 1998: L'agent provocador
- 2006: Interludio azul
- 2006: Noche en el Ritz

### Traduzioni (in catalano)
- 1968 : Teatro, de Joan Brossa
- 1978 : Obra poètica, d'Ausiàs March
- 1978 : Espejo roto, de Mercè Rodoreda
- 1979 : Mujeres y días, de Gabriel Ferrater (con José Agustín Goytisolo e José María Valverde)
- 1982 : Curial y Güelfa, (anonimo)

## Premi
- Premio Nazionale della Poesia (Spagna) (1966 e 1989)
- Premio Internazionale del Saggio Gertrude Stein (1974)
- Premio Josep Carner del Institut d’Estudis Catalans (1974 e 1977)
- Premio Lletra d’Or (1977)
- Premio Anagrama de ensayo (1980)
- Premio de la Generalidad (1981, 1989 e 1997)
- Premio Città di Barcellona (1981 e 1989)
- Premio della Critica Serra d’Or (1982, 1984 e 1989)
- Premio Joan Crexells (1983)
- Premio Ramon Llull  (1983)
- Premio della Critica alla narrativa catalana (1983)
- Llave de Barcelona (1986)
- Premio della Critica alla poesia catalana (1988)
- Premio Cavall Verd (1988)
- Premio Mariano de Cavia (1992)
- Premio Libertad del Centro Internazionale di Paz de Sarajevo (1995)
- Premio Nazionale della Letteratura della Generalidad de Cataluña (1997)
- Premio Nazionale delle Lettere Spagnole (1998)
- Premio Regina Sofia della Poesia Iberoamericana (2000)
- Premio Internazionale della Poesia e Saggio Octavio Paz (2006)
- Premio Terenci Moix (2007)
- Premio Cavall Verb della Associazione dei Critici Spagnoli
- Cruz de San Jorge de la Generalidad de Cataluña
- Premio Paquiro di El Cultural di El Mundo (2010)
- Premio Internazionale della Poesia Città di Granada Federico García Lorca (2017)[3]

## Monografie
- 1972 El Cine (Buru Lan Ediciones), collettiva .